# Pháo đài chống Thổ Nhĩ Kỳ ở Komárno
Pháo đài chống Thổ Nhĩ Kỳ ở Komárno (tiếng Slovakia: Protiturecká pevnosť v Komárne) cùng với hệ thống công sự của thị trấn Komárno (được tạo ra trong Chiến tranh Napoléon) tạo thành hệ thống pháo đài Komárno hoặc pháo đài Komárno. Hệ thống này là tổ hợp công sự lớn nhất ở Slovakia. Hệ thống này cùng đầu cầu Danube (bao gồm pháo đài Sandberg và Igmand ở Hungary) tạo thành tổ hợp công sự lớn nhất ở Hungary trước đây.

## Lịch sử
Pháo đài chống Thổ Nhĩ Kỳ ở Komárno là một pháo đài được xây dựng trong hai thời kỳ. Việc xây dựng pháo đài cũ diễn ra vào năm 1546. Pháo đài này được xây trên nền của một lâu đài từng tồn tại trước đó. Việc xây dựng pháo đài mới bắt đầu vào năm 1658.
Vào ngày 31 tháng 5 năm 1963, bộ bảy tòa nhà của pháo đài cũ và mới được ghi danh vào Danh sách Di tích Trung ương theo quyết định của Bộ Văn hóa Cộng hòa Slovakia. Vào năm 1970, theo Nghị quyết của Chủ tịch Hội đồng Quốc gia Slovakia, pháo đài này được công nhận là di tích văn hóa quốc gia. Hệ thống pháo đài Komárno còn được ghi vào Danh sách Di sản Thế giới sơ bộ của UNESCO với tên gọi hệ thống công sự tại hợp lưu của sông Danube và sông Váh ở Komárno - Komárom, được Slovakia đăng ký vào năm 2002 và Hungary gia nhập vào năm 2007.